# Anthony G. E. Pearse
Anthony „Tony“ Guy Everson Pearse, oft A. G. E. Pearse zitiert, (* 9. August 1916 in Kent; † 24. Mai 2003 in South Molton, Devon (England)) war ein britischer Mediziner (Histochemie).

## Leben
Pearse war der Sohn eines Armeeoffiziers und studierte Medizin am Trinity College der Universität Cambridge und am St. Bartholomew´s Hospital der Universität London mit der Spezialisierung auf Pathologie. Im Zweiten Weltkrieg diente er als Chirurg in der Royal Navy. Danach war er in der Abteilung für Pathologie (Morbid Anatomy) der Royal Postgraduate Medical School am Hammersmith Hospital in London. Er war dort ab 1965 Professor (auf dem ersten Lehrstuhl für Histochemie) und blieb dort bis zu seinem Ruhestand 1981.
Pearse war bekannt für Untersuchungen von chemischen Substanzen (Fetten, Proteinen, Kohlenhydraten, Nukleinsäuren, Enzyme usw.) in menschlichem Gewebe (Histochemie) und deren Pathologie. Er entwickelte dazu auch Apparate wie einen Kryostaten (Pearse-Slee Kryostat) und Geräte zum Gefriertrocknen. 1969 schlug er das APUD-Konzept vor, mit der Hypothese des gemeinsamen embryologischen und evolutionären Ursprungs von Nervenzellen und endokrinen Zellen, die Peptidhormone produzieren. Zuvor hatte er 1966 eine Gemeinsamkeit dieser endokrinen Zellen entdeckt, die auch zu ihrer Namensgebung durch Pearse führte: sie nahmen Vorläufer von biologisch aktiven Aminosäuren auf, wandelten diese durch Decarboxylierung um und speicherten das Produkt in Vesikeln und sezernierten dann daraus gebildete Peptid-Hormone.
1972 bis 1974 war er Präsident der Royal Microscopical Society. 1973 wurde Pearse zum Mitglied der Deutschen Akademie der Naturforscher Leopoldina ernannt, mit deren Schleiden-Medaille er 1989 ausgezeichnet wurde. 1979 erhielt er den Ernst Jung-Preis.

## Schriften
- Histochemistry - theoretical and applied, 1953, 4. Auflage in drei Bänden, Churchill Livingstone 1980, 1985, 1991 (auch ins Polnische, Russische und Spanische übersetzt)